# SwissCovid
SwissCovid ist eine seit dem 25. Juni 2020 zur Verfügung stehende COVID-19-App zur Kontaktnachverfolgung in der Schweiz. Die Nutzung ist freiwillig und kostenlos, wird jedoch zur Eindämmung der COVID-19-Pandemie in der Schweiz zum Beispiel vom Bundesrat empfohlen. Per 31. März 2022 wurde die SwissCovid-App vorerst deaktiviert. Sie steht Standby zur Verfügung, um sie bei Bedarf schnell reaktivieren zu können.

## Funktionsweise
Wenn sich zwei aktive Endgeräte mit Bluetooth Low Energy länger als 15 Minuten und näher als zwei Meter aufhalten, wird ein verschlüsselter Code ausgetauscht, der lokal auf den Geräten gespeichert und nach 21 Tagen wieder automatisch gelöscht wird. Sollte eine Person positiv auf SARS-CoV-2 getestet werden und einwilligen, den privaten Schlüssel von ihrem Endgerät zu teilen, wird dieser an einen Server des Bundesamtes für Gesundheit (BAG) gesendet. Regelmässig gleicht die App mit diesem Server ab, ob es eine Übereinstimmung zwischen den erhaltenen Schlüsseln auf dem Endgerät und denen auf dem Server gibt – bei Übereinstimmung wird eine Benachrichtigung generiert und gesendet, die über den Kontakt mit einer infizierten Person informiert: Es wird eine Telefonnummer des BAG angezeigt und empfohlen, beim Auftreten von Symptomen einen „Coronavirus-Check“ im Internet zu machen oder einen Arzt aufzusuchen und sich in vorerst freiwillige Quarantäne zu begeben.
Die Person, die die Meldung eines Kontaktes mit einem Covid-19 erhält, wird ab Tag 5 nach Kontakt zu einem Test eingeladen.

## Entwicklung
Die App entstand in Zusammenarbeit mit dem Bundesamt für Informatik und Telekommunikation BIT, der École polytechnique fédérale de Lausanne und der ETH Zürich sowie weiteren Experten. Das Nationale Zentrum für Cybersicherheit hat seit dem 28. Mai, während der Testphase, Meldungen zur Sicherheit von Fachleuten und interessierten Personen entgegengenommen. 81 Meldungen sind eingegangen, von denen elf den Programmcode betrafen. Keine Meldung betraf kritische oder systemrelevante Aspekte der App. Die App erhielt durch die Entwicklerfirma Ubique zunächst den Namen Next Step. Für iOS-Geräte stellte Ubique auf ihrer Homepage einen Invite-Link für das Apple-TestFlight-Programm zur Verfügung; mit dem offiziellen Start der App endet das TestFlight-Programm.

## Nutzung
Das schweizerische Bundesamt für Gesundheit (BAG) stellt dem Bundesamt für Statistik (BFS) auf der Grundlage der Verordnung über das Proximity-Tracing-System für das Coronavirus SARS-CoV-2 (VPTS) die Zahl der aktiven Nutzer der App „SwissCovid“ laufend zur Verfügung. Seit dem 26. Juni 2020 veröffentlicht das BFS täglich im Internet Kennwerte der App, unter anderem zum Download und zur „aktiven“ Nutzung. Von Anfang an gab es eine grosse Diskrepanz zwischen heruntergeladenen und „aktiven“ Apps. Deren Häufigkeit wird daraus abgeleitet, auf wie viele Smartphones pro Tag die auf den Server hochgeladenen privaten Schlüssel heruntergeladen wurden. Dieser Wert ist in jüngerer Zeit etwas zurückgegangen. Seit Ende Juli 2020 werden mit grosser Regelmässigkeit nur etwa 57 Prozent der etwa 2,2 Millionen heruntergeladenen Apps tatsächlich täglich genutzt. Um die Nutzungszahlen zu steigern, wurden ab dem 19. Oktober 2020 die Kunden der Schweizerischen Post zwei Wochen lang in den Postfilialen auf die App angesprochen.

## Kritiken und Risiken

### Beteiligung von Amazon CloudFront mit Sitz in Deutschland
Die Nutzung des Netzwerks CloudFront-Content-Delivery (CDN) von Amazon, zu dem auch ein Datenzentrum in Frankfurt gehört, ist umstritten. Kritiker meinen, dass seine Verwendung die Datenschutzgarantien und den «schweizerischen» Charakter der von den Entwicklern vorgeschlagenen Anwendung infrage stellen könnte.

### Cyber-Angriffe
Im Juni 2020 veröffentlichten der Kryptograph Serge Vaudenay, Professor am ETH Lausanne und Martin Vuagnoux eine kritische Analyse der Anwendung und der Fälle von Cyberangriffen. Sie wiesen insbesondere darauf hin, dass sie sich stark auf das Expositionsmeldesystem von Google und Apple stützt, das in die Betriebssysteme Android und iOS integriert ist und dessen Quellcode nicht veröffentlicht wird. Laut Professor Vaudeney ist dies im Konflikt mit Artikel 60 des Epidemiengesetz (EpG), das vom Parlament verabschiedet wurde. Mit Software von Dritten kann dieses potentielle Problem beseitigt werden.
Paul-Olivier Dehaye von Personaldata.io und Joel Reardon von der Universität Calgary veröffentlichten im Juni 2020 mehrere Beispiele von AEM (Associated Encrypted Metadata)-Wiedergabe- und Manipulationsangriffen über Entwicklungskits (SDKs), die in gutartigen mobilen Anwendungen von Drittanbietern gefunden wurden, die von der Allgemeinheit heruntergeladen wurden und über die Bluetooth-Zugriffsberechtigung des Telefons verfügen.

### Fehlalarme
SwissCovid erkennt nicht, ob sich zwischen zwei Personen eine Plexiglasscheibe befindet oder ob die Personen eine Maske tragen. Die App misst den Abstand zwischen den Mobiltelefonen, nicht zwischen den Personen.

### Ausschluss von Senioren
Etwa 20 % der Menschen können die App nicht installieren, weil das Betriebssystem ihres Smartphones älter als iOS 13.5 oder Android 6.0 ist. Pro Senectute bestätigt: «Es ist vermutlich richtig, dass viele ältere Menschen keine entsprechende Geräte haben, um die SwissCovid App zu nutzen.» Die Lage hat sich etwas entschärft, seit Apple am 14. Dezember 2020 iOS 12.5 veröffentlicht hat, um die Kontaktverfolgung auch auf älteren Smartphones zu ermöglichen; die darauf aufbauende Version von SwissCovid erschien am 27. Dezember.
Daniel Koch, ehemaliger Leiter der Sektion übertragbare Krankheiten des BAG, nimmt in seinem im September 2020 veröffentlichten Buch Stärke in der Krise eine kritische Haltung ein: «Obwohl ich mir Mühe gebe, dieses Hilfsmittel objektiv zu beurteilen, finde ich nur wenige positive Punkte.»

## Legislative
In der Corona-Session der Eidgenössischen Räte wurde Anfang Mai 2020 verlangt, dass eine solche auf einer gesetzlichen Grundlage beruhen und freiwillig sein muss. Wer keine App benutzen will, soll dadurch keine Nachteile erfahren dürfen oder Dienstleistungen verweigert werden. Auch sollen nur technische Lösungen zugelassen werden, die keine personenbezogenen Daten zentral speichern. Die vom ETH-Bereich entwickelte App DP-3T erfüllt diese Bedingungen. Am 20. Mai 2020 legte der Bundesrat mit einer Ergänzung des Epidemiengesetzes eine gesetzliche Grundlage für die Tracing-App vor. National- und Ständerat beschlossen diese Gesetzesänderung mit Dringlichkeitsrecht in der Sommersession 2020.
Am 25. Mai 2020 startete das Bundesamt für Gesundheit die Pilotphase der App. Für den 28. Mai 2020 wurde eine Offenlegung des Quellcodes sowie weitere Informationen zu einem Public-Security-Test angekündigt.
Im Gegensatz zur deutschen Corona-Warn-App hat sie somit eine gesetzliche Grundlage, die neben der Wichtigkeit des Datenschutzes auch die Freiwilligkeit der Benutzung unterstreicht. Das Gesetz und somit das Gesamtsystem von SwissCovid ist auf zwei Jahre begrenzt.

## Datenschutz
Die auf dem Endgerät gespeicherten Daten der App werden nach 21 Tagen automatisch gelöscht. Ein Bewegungsprofil basierend auf ortsbezogenen Daten wird nicht durchgeführt. Auch mit der Deinstallation der App werden die Daten auf dem Endgerät gelöscht.